# Gäddtjärnen (Hammerdals socken, Jämtland, 703520-147466)
Gäddtjärnen är en sjö i Strömsunds kommun i Jämtland och ingår i Indalsälvens huvudavrinningsområde.